# Гадельшино
Гаде́льшино  (баш. Ғәҙелша) — деревня в Учалинском районе Республики Башкортостан Российской Федерации. Входит в состав Наурузовского сельсовета.

## География

### Географическое положение
Расстояние до:
- районного центра (Учалы): 57 км,
- центра сельсовета (Наурузово): 3 км,
- ближайшей железнодорожной станции (Учалы): 67 км.

## Население
| 2002 | 2009 | 2010 |
| ---- | ---- | ---- |
| 9    | ↗13  | ↗16  |

Национальный состав
Согласно переписи 2002 года, преобладающая национальность — башкиры (100 %).